# Lago Ashi
El lago Ashi (japonés: 芦ノ湖, Ashinoko), también conocido como lago Hakone, es un lago escénico de Hakone, en la prefectura de Kanagawa en Honshū (Japón). 
El lago de cráter es conocido por sus balnearios y vistas al monte Fuji. Varios barcos de placer balsean de través el lago, proporcionando visiones escénicas para los turistas y los pasajeros. La zona enlazada con la capital, Tokio, mediante la línea de alta velocidad Tōkaidō Shinkansen.
El es un lago de cráter que se encuentra a lo largo de la pared suroeste de la caldera del Monte Hakone.

## Enlaces externos

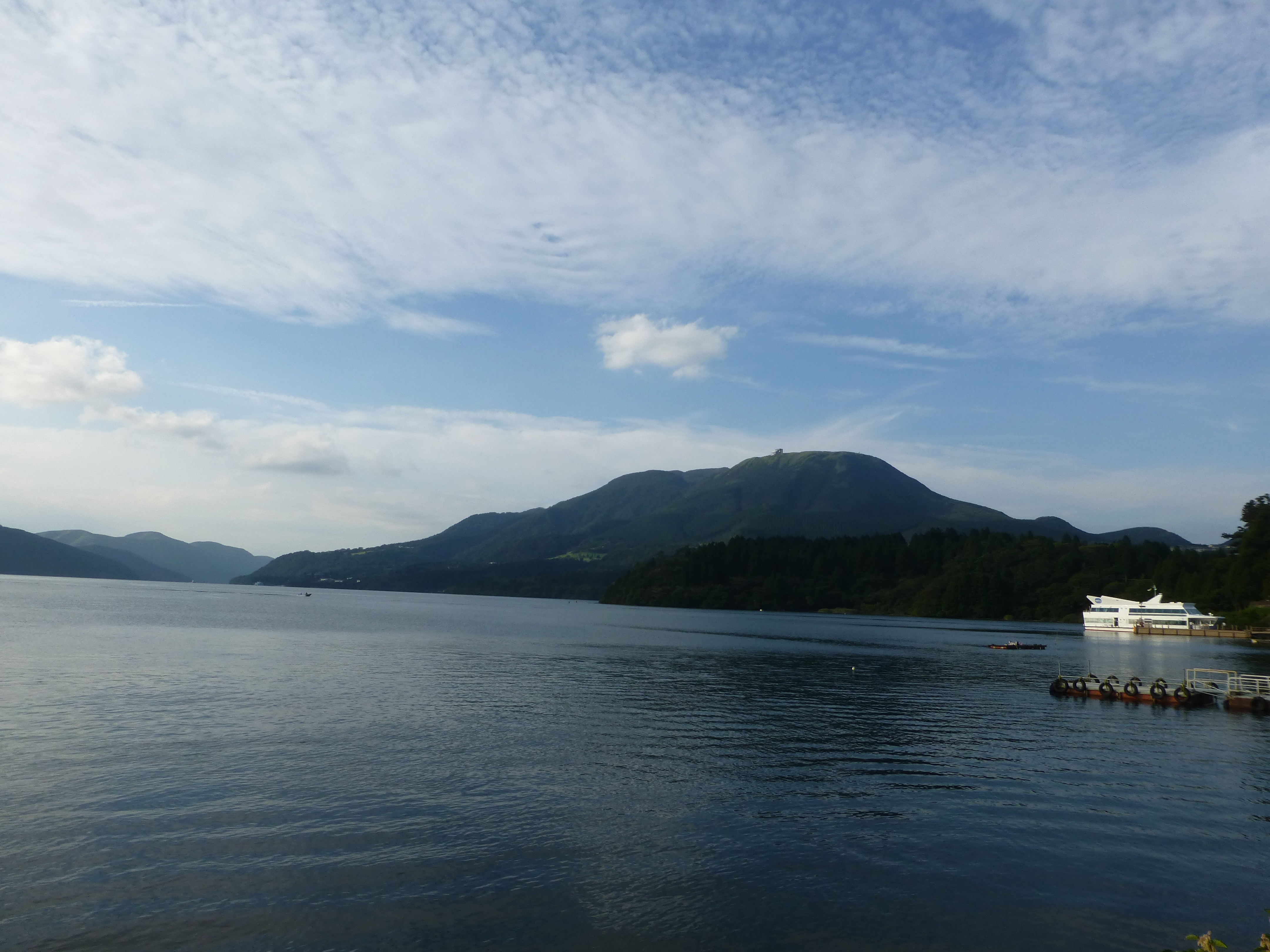
Lago Ashi (cara sur)

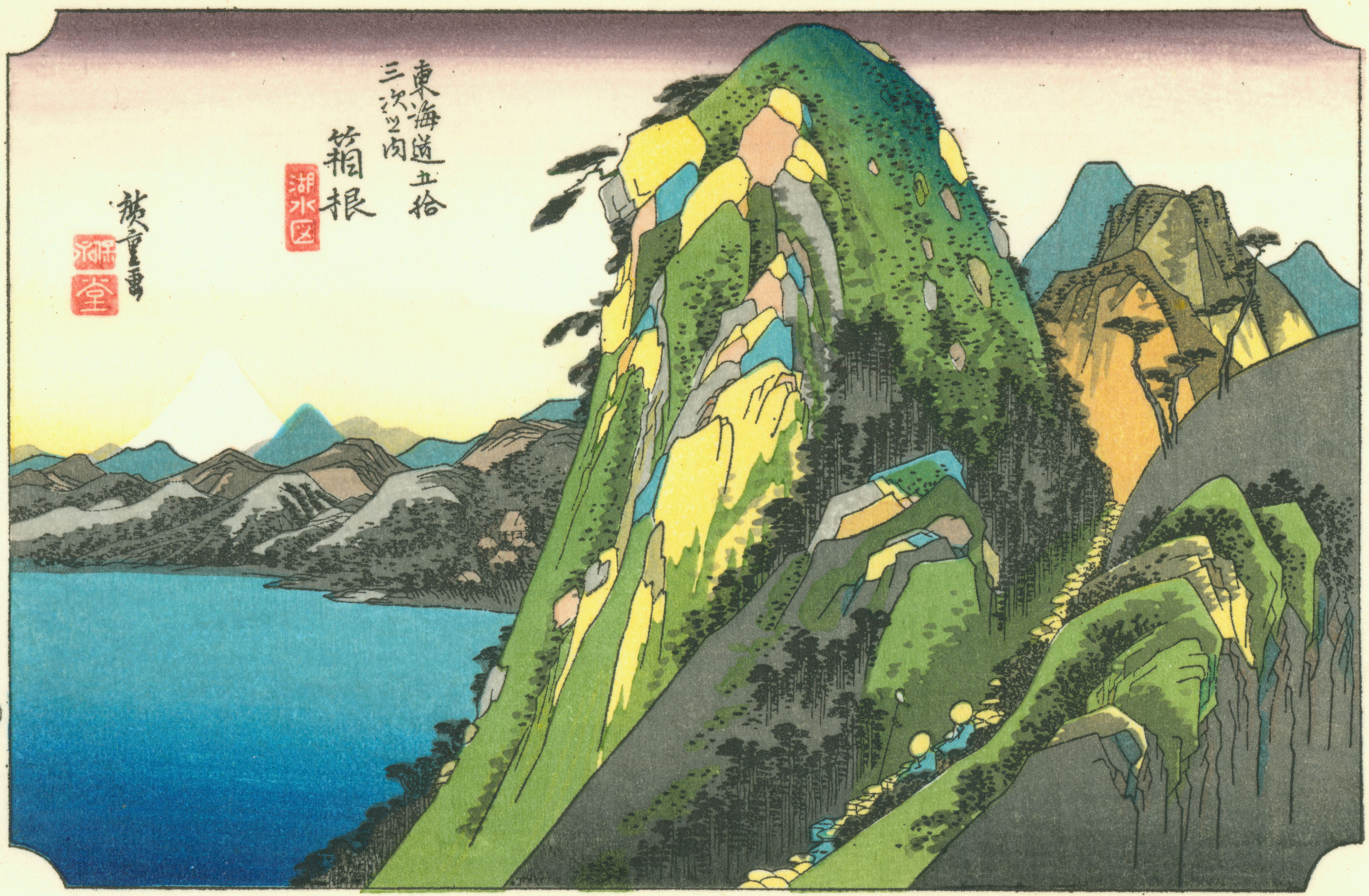
Hiroshige